# Anda muchacho, spara!
Anda muchacho, spara! (El sol bajo la tierra) è un film del 1971 diretto da Aldo Florio.

## Trama
Il pistolero Roy Greenford fugge da una colonia penale statunitense insieme a Emiliano, un ribelle messicano che muore durante la fuga. Su consiglio di quest'ultimo raggiunge il suo villaggio d'origine e scopre che è abitato da minatori sfruttati e taglieggiati da Redfield, Lawrence e Newman, tre individui che hanno costruito un sistema di dominio apparentemente inattaccabile. Aiutato dal vecchio Joselito, che lo rimette in sesto, Roy si convince a darsi da fare per liberare i minatori dalla schiavitù.
Vista la sproporzione delle forze in campo decide di usare l'intelligenza e astutamente riesce a farsi ingaggiare da Redfield, intenzionato a eliminare i due soci. In questa impresa, oltre che su Joselito, può contare soltanto sull'appoggio del vecchio telegrafista del paese e su Jessica, una messicana rapita e divenuta una sorta di oggetto sessuale nelle mani dei tre. Dopo aver recuperato parte dell'oro, il pistolero viene scoperto e catturato dagli uomini di Redfield, unico padrone della città dopo l'eliminazione dei due soci. Brutalmente torturato Roy viene liberato da Jessica che seduce il guardiano Chris per sottrargli le chiavi. Nascosto e curato da Joselito, si riprende, elimina i prepotenti e restituisce l'oro ai minatori incitandoli a difendere da soli la propria libertà.

## Distribuzione
Il film è uscito nelle sale cinematografiche italiane il 16 agosto 1971 sotto la gestione distributiva della I.I.F.; in Spagna è uscito il 26 febbraio 1972 distribuito da Exclusivas Floralva Distribución.
In Italia, la pellicola è anche nota sotto il titolo Il sole sotto la terra, traduzione letterale di quello usato per la distribuzione spagnola: El sol bajo la tierra.
La distribuzione casalinga italiana è stata curata da Domovideo.

## Incassi
In Spagna ha totalizzato un incasso al botteghino di 16.996.436 ESP, per una vendita di 691.153 biglietti.